# Hermann Bartels (Politiker, 1559)
Hermann Bartels (* 31. August 1559 in Hannover; † 25. November 1635 ebenda) war ein deutscher Landrentmeister im Fürstentum Calenberg und Bürgermeister von Hannover.

## Leben

### Familie
Hermann Bartels war, bedingt durch den frühen Tod seiner beiden ersten Ehefrauen, die beide aus der hannoverschen Adelsfamilie von Wintheim stammten, drei Mal verheiratet:
1. in erster Ehe mit Ilse von Wintheim († 1598),[1]
2. in zweiter wiederum mit einer Ilse von Wintheim († um 1605)[1] und
3. in dritter mit Magdalena von Rode[1] (auch: von Roden), einer Enkelin des Heinrich von Roden.[2][3]

Ein Urenkel von Hermann Bartels war der später ebenfalls als Bürgermeister amtierende Hermann von Sode aus dem Patriziergeschlecht [vom] Soden.

### Werdegang
Der Bürger Hermann Bartels wurde 1594 in den Rat der Stadt Hannover gewählt, die seinerzeit etwa 6.000 Einwohner innerhalb der alten Stadtbefestigung zählte. Im Stadtrat hatte Bartels mehrere Jahre das Amt des „Wechselherrn“ inne, der für die städtische Münzprägeanstalt und den Geldwechsel der im Mittelalter zahlreich im Umlauf befindlichen Münzen zuständig war.
1599 wurde Bartels durch seinen Landesherrn, nämlich Heinrich Julius (Braunschweig-Wolfenbüttel), zum Landrentmeister des Fürstentums Calenberg ernannt, ein Amt, das er über den Beginn des Dreißigjährigen Krieges hinaus bis 1621 ausübte. Rund zwei Jahre später wurde Bartels zum Bürgermeister der Stadt Hannover gewählt. Dieses Amt übte er bis 1632 abwechselnd mit Jacobus Bünting aus.
In seiner Zeit als Bürgermeister verwaltete Bartels eine Stadt, die 1624 und 1626 Pestepidemien erleben musste, denen rund ein Drittel der Einwohner der Stadt zum Opfer fiel. Ebenfalls 1624, datiert zum 31. Mai, wurde der Marktkirche von Hannover ein Wetterhahn aufgesetzt, der neben der Inschrift „Salvete posteri“ (= „Seit gegrüßt, Nachfahren!“) das Wappen von Hermann Bartels mit dem Hahnenkopf aufwies.
1625 quartierten sich, bedingt durch den Dreißigjährigen Krieg, dänische Truppen von König Christian IV. in Hannover ein. Als die Stadt 1628 abermals besetzt werden sollte, diesmal durch kaiserliche Truppen von Ferdinand II., konnten die Bürger der Stadt unter Bürgermeister Bartels dieses Schicksal abwenden durch eine Kontributionszahlung in Höhe von 12.000 Talern.

## Epitaph und Wappen
Im Todesjahr seiner dritten Ehefrau erwarb Hermann Bartels für seine Frau und sich selbst 1632 einen Begräbnisplatz im Chor der Marktkirche. Ein Epitaph mit der Darstellung des Bürgermeisters soll sich jedoch an der Aegidienkirche befunden haben. Es zeigte, über dem vor einem Kreuz kniend Betenden, die Wappen der Familien seiner Ehefrauen, so die drei Ringe (von denen der obere nach oben offen war) für die Familie von Wintheim sowie den Patrizierhandschuh für die Familie von Roden. Am Fuß des Epitaphs war das Wappen der Bartels mit einem Hahnenkopf dargestellt.
Das Epitaph wurde im Zweiten Weltkrieg durch die Luftangriffe auf Hannover zerstört.